# Bulbophyllum lasiochilum
Bulbophyllum lasiochilum es una especie de orquídea epifita originaria de Asia.  

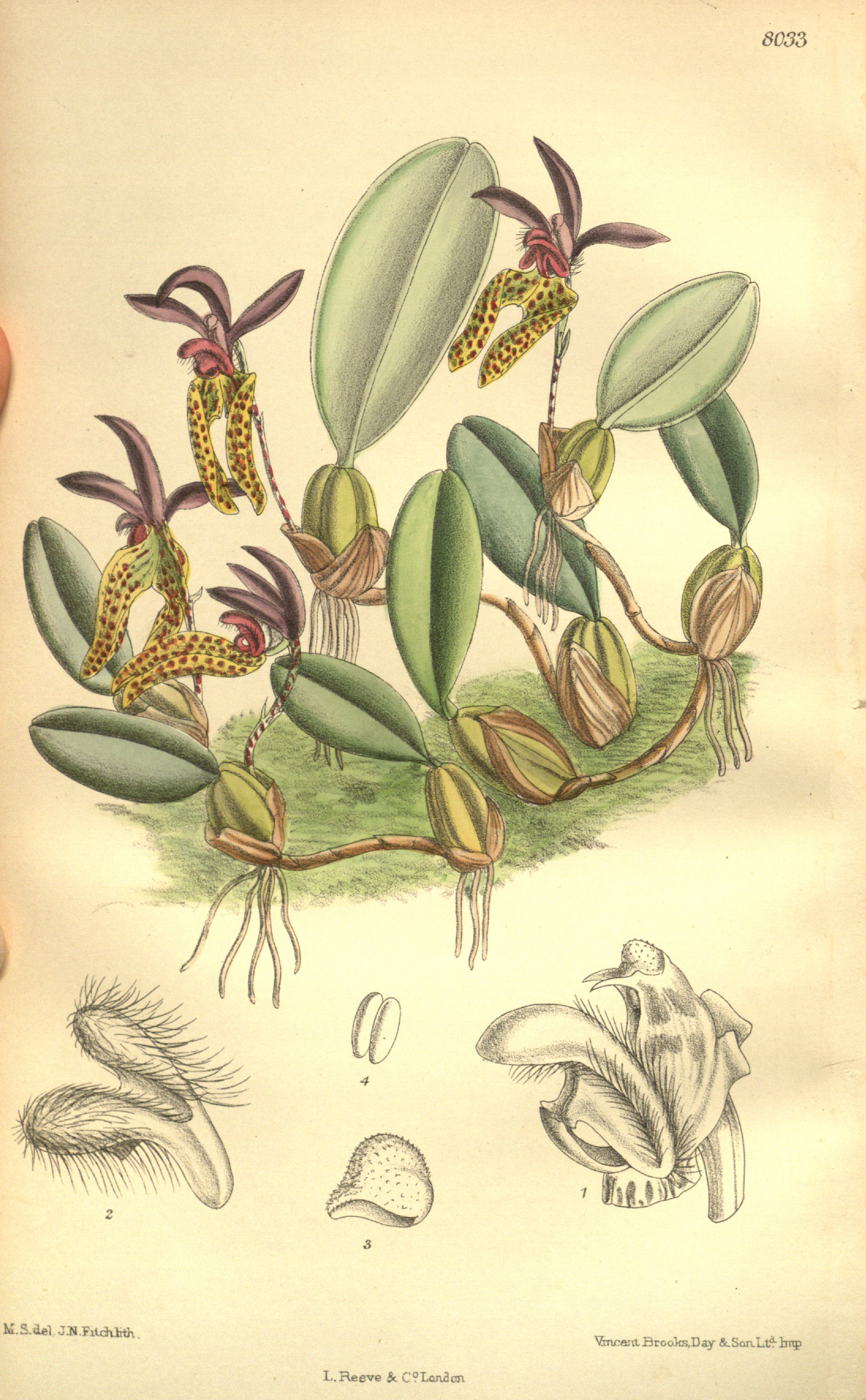
Ilustración

## Descripción
Es una  orquídea de pequeño tamaño, de crecimiento cálido con hábitos de epífita con pseudobulbos cilindro-ovados con una sola hoja apical,, oblongo-obovada. Florece en el otoño con flores solitarias, o unas pocos en umbelas, inflorescencia delgada que surge de un pseudobulbo maduro y que tiene las flores con el fragante aroma de las fresas y que aparece justo por debajo o por encima de las hojas. Esta especie se mantiene mejor en una canasta de madera con un medio de drenaje libre, teniendo en cuenta la sombra parcial y el movimiento del aire, y se hace crecer en altas temperaturas, con agua y los fertilizantes.

## Distribución y hábitat
Se encuentra en India, Birmania, Tailandia y Malasia.   

## Taxonomía
Bulbophyllum lasiochilum fue descrita por C.S.P.Parish & Rchb.f.   y publicado en Transactions of the Linnean Society of London, Botany 30: 153. 1874.
Etimología
Bulbophyllum: nombre genérico que se refiere a la forma de las hojas que es bulbosa.
lasiochilum: epíteto latino que significa "con labelo peludo".
Sinonimia
- Bulbophyllum breviscapum (Rolfe) Ridl.
- Cirrhopetalum breviscapum Rolfe
- Cirrhopetalum lasiochilum E.C.Parish & Rchb.f.
- Phyllorchis lasiochila (Parish & Rchb. f.) Kuntze
- Phyllorkis lasiochila (E.C.Parish & Rchb.f.) Kuntze[3][4]